# Zlatko Zahovič
Zlatko Zahovič (Maribor, 1971. február 1. –) korábbi szlovén labdarúgó, jelenleg az NK Maribor sportigazgatója.

## Pályafutása

### Klubcsapatban
Zlatko Zahovič Mariborban, Jugoszláviában született. 1989-ben, 18 éves korában fedezte fel Milko Đurovski az FK Partizan játékosmegfigyelője. A belgrádi klubban három szezont töltött el, egy idényt kölcsönben pedig a Proleter Zrenjaninban töltött. Az 1992-93-as bajnoki címhez 15 mérkőzésen szerzett három góllal járult hozzá .
1993 nyarán a portugál Vitória de Guimarãeshez igazolt. Három idényt követően szerződött a Porto csapatához, ahol három egymást követő idényben is bajnoki címet ünnepelhetett. Legjobb teljesítményét az 1998–99-es szezonban nyújtotta, ekkor 14 góllal zárta a bajnokságot. Az 1998-99-es Bajnokok Ligája sorozatban hét gólt szerzett, ezzel harmadik lett a góllövő listán Andrij Sevcsenko és Dwight Yorke mögött, de csapata nem jutott tovább a csoportkörből.
1999-ben tízmillió fontért a görög Olimbiakószhoz igazolt. Ekkor ez átigazolási rekord volt a szlovén labdarúgókat illetően. Itteni időszakát a balhés ügyek és az eltiltások jellemezték, mindössze tizennégy bajnokin kapott lehetőséget.
Egy szezont követően a spanyol Valenciához szerződött. A 2001-es UEFA-bajnokok ligája-döntőben a német Bayern München volt a Valencia ellenfele, és a bajor klub tizenegyespárbajt követően megnyerte a trófeát. Zahovič büntetőjét Oliver Kahn hárította. Az ezt követő időszakban többször összekülönbözött Héctor Cúper vezetőedzővel, így távozni kényszerült.
2001 nyarán visszatért Portugáliába és a Benfica játékosa lett. Egy bajnoki címet és kupagyőzelmet ünnepelhetett, de itt is többször összekülönbözött Giovanni Trapattonival, ezért öt hónappal a lejárta előtt, 2005 januárjában felbontották a szerződését.

### A válogatottban
1992. november 7-én mutatkozott be a szlovén válogatottban, részt vett a 2000-es labdarúgó-Európa-bajnokságon és a 2002-es labdarúgó-világbajnokságon. Az Európa-bajnokság selejtezőin 15 találkozón kilenc gólt szerzett, a kontinenstornán pedig a három csoportmérkőzésen négy alkalommal volt eredményes, játékát sokan David Beckhaméhez hasonlították. A világbajnokságon Srečko Katanec a spanyolok elleni első csoportmérkőzés 63. percében lecserélte, Zahovič pedig úgy megsértette a szövetségi kapitányt, hogy az azonnal kitette a keretből és hazaküldte a tornáról.
2003 decemberében lemondta a válogatottságot, de 2004. április 28-án Svájc ellen mégis pályára lépett. 80 válogatott találkozón szerzett 35 találatával mindkét mutatóban rekorder volt visszavonulásakor, de 2014. november 15-én Boštjan Cesar az előbbi rekordját megdöntötte.

## Visszavonulása után
Közvetlenül visszavonulását követően, 2005 júniusában felkínálták a Benfica utánpótlás vezetőedzői posztját a számára, de ő a hazatérés mellett döntött. 2007-ben az NK Maribor sportigazgatója lett,  vezetésével pedig a klub elkerülte a csődhelyzetet, majd fokozatosan az ország legjobb csapatává vált. 2009 és 2015 között a Maribor hat bajnoki címet nyert, 2011 és 2014 között pedig a Bajnokok Ligája és az Európa-liga csoportkörébe is bejutott egyszer-egyszer.

## Magánélete
Zahovič szandzsák régióból származik, fiatal korában sakkozott és kipróbálta a síugrást is. Fia, Luka Zahović szintén labdarúgó. 2014. szeptember 17-én Luka pályára lépett a Bajnokok Ligájában a Maribor színeiben, ezzel pedig ők lettek a második apa-fia páros - az első európaiak - akik ezt elmondhatják magukról a sorozat 1992-es átszervezése óta.

## Sikerei, díjai
FK Partizan:
- Szerb bajnokság 1992–93

FC Porto:
- Portugál bajnokság 1996–97, 1997–98, 1998–99
- Portugál kupa 1997–98
- Portugál szuperkupa 1997–98, 1998–99

Olimbiakósz:
- Görög bajnokság 1999–2000

SL Benfica:
- Portugál bajnokság 2004–05
- Portugál kupa 2003–04

Valencia CF:
- UEFA Bajnokok Ligája-döntős 2000-01